# Moai

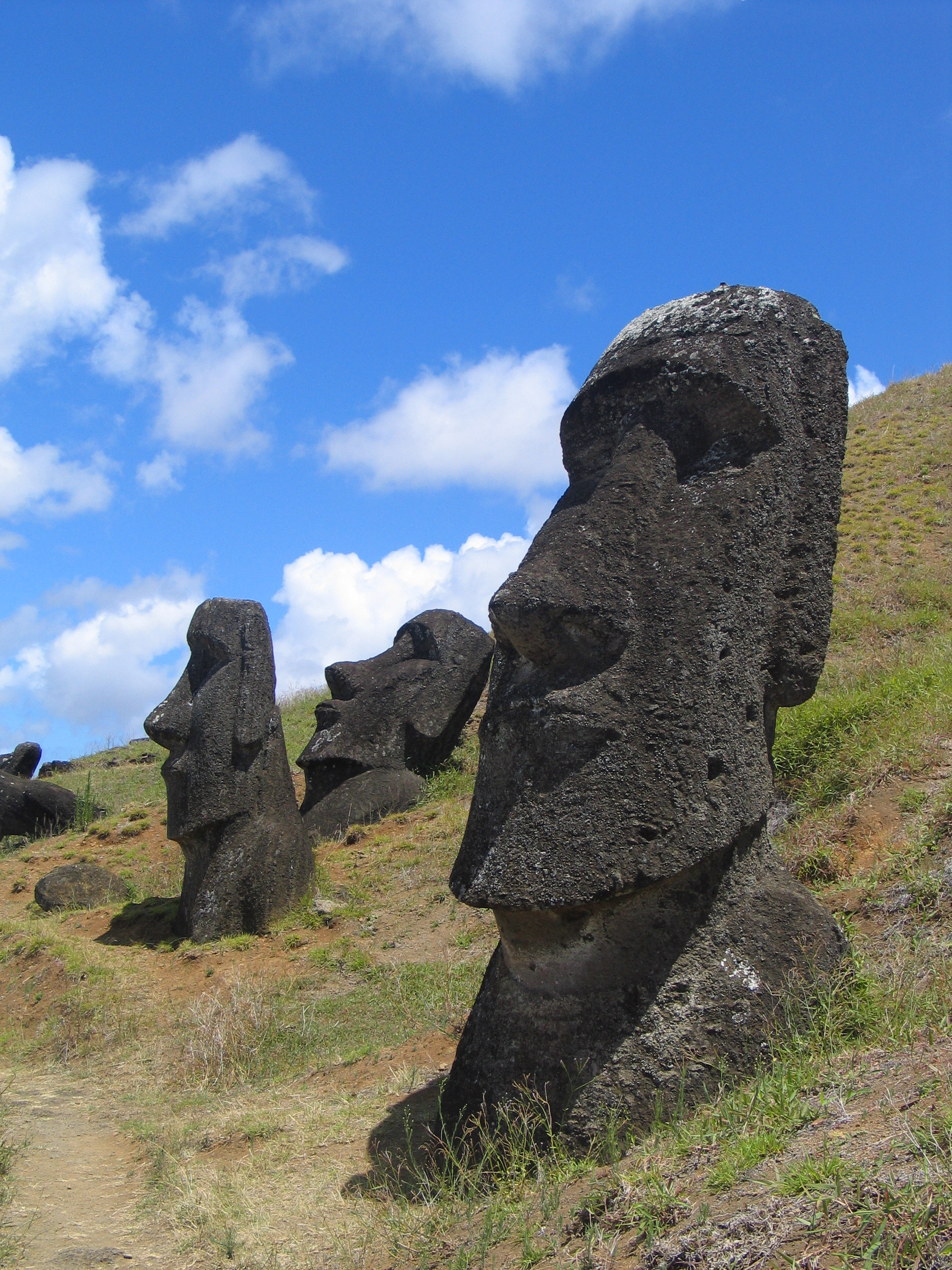
Moai vid Rano Raraku.

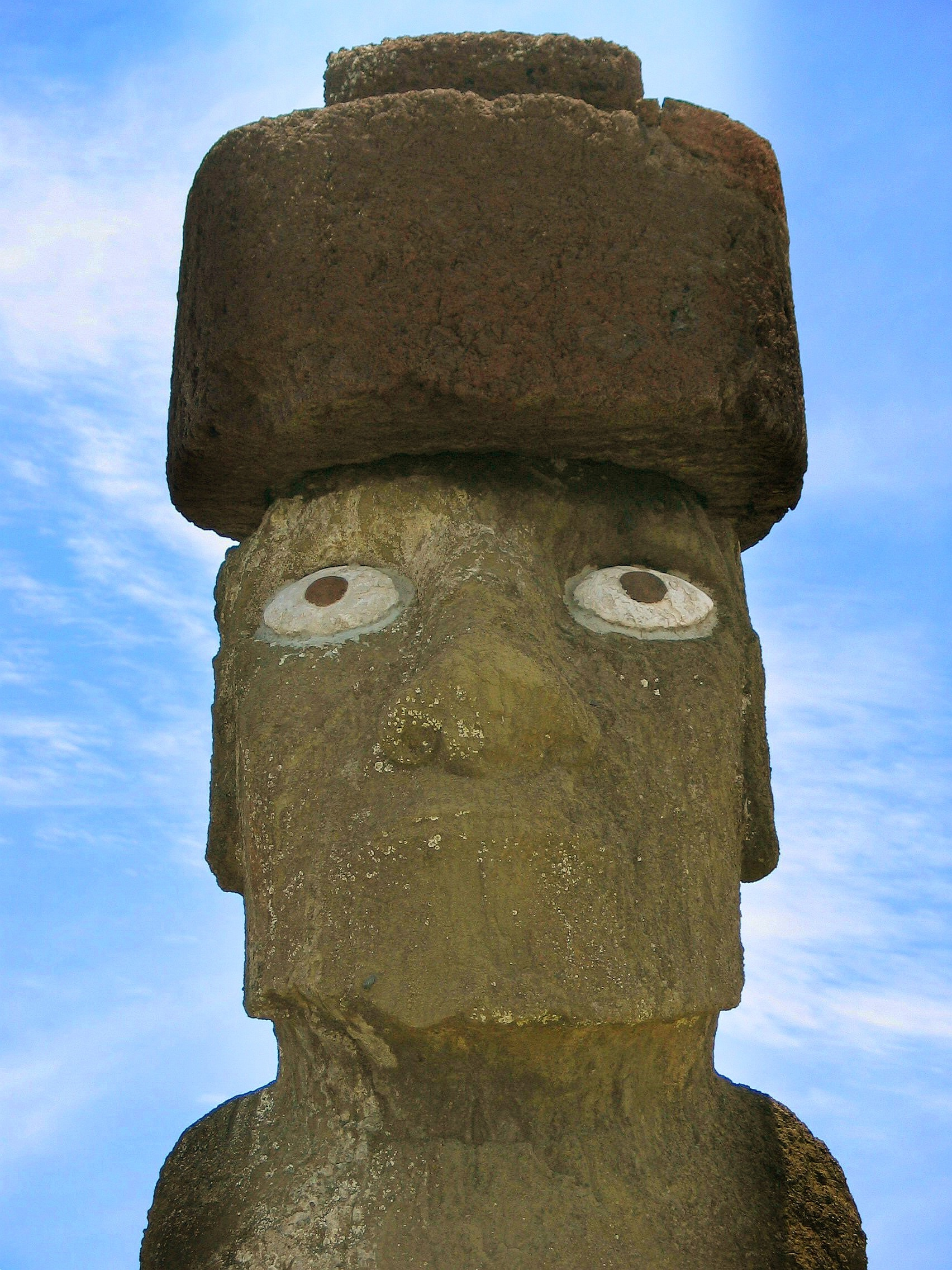
Moai vid Ahu Tahai.

Moai (singular och plural) är stenstatyer på Påskön. De flesta statyerna är huggna i ett stycke och runt en tiondel har lösa huvudbonader (pukauer). Det finns mer än 1 000 kända moai fördelade över hela ön. Vid Rano Raraku, där de flesta moai höggs ut ur klippan, finns det nästan 400 mer eller mindre färdiga statyer kvar. Stenbrottet verkar ha övergivits i en hast, eftersom det finns flera halvfärdiga statyer kvar i klippan. I princip alla utställda moai vältes senare av de infödda öborna, troligen genom inbördes strider mellan klaner.
Statyerna avbildas oftast från yttre brottet av Rano Raraku där de flesta står till axlarna, och mer, ner i marken. De har tagits loss från berget och kanats ner i en grop till upprätt ställning för att färdighuggas. Gropen har sedan eroderat igen under åren.
Vad syftet med statyerna var är inte helt känt och det finns många teorier. Den vanligaste är att de höggs ut av Påsköns befolkning för 1 000 år sedan eller ännu tidigare. Teorier från 2010 hävdar att ön befolkades tidigast i slutet av 1100-talet. De förmodas representera döda förfäder eller anhöriga, och märkte ut gravplatser för dessa där de stod på en plattform, vanligen vid kusten. I vilket fall måste de varit kostsamma att framställa; inte bara är arbetet att hugga ut varje staty något som borde tagit åratal, utan statyerna måste dessutom släpas tvärs över ön från stenbrottet till platsen där de ställdes upp. Exakt hur statyerna förflyttades är inte känt, men förmodligen användes slädar av trä eller rullar. Det antas felaktigt att den mängd trä som krävdes för transport och resning orsakade att ön helt skövlades på träd. Detta skulle i så fall förklara varför stenbrotten helt plötsligt övergavs. Troligt är att träden (en stor palm, numera utdöd) redan var i utdöende och inte fortsatte att växa på ön.
Gamla ölegender berättar om en klanhövding på jakt efter ett nytt hem. Platsen han stannade på kallas idag Påskön. När han dog delades ön upp mellan hans söner. Två söner som hamnade i luven med varandra. När en hövding för en av dessa klaner dog placerades en moai på hövdingens grav. Öborna trodde att statyn skulle hålla kvar hövdingens "mana" (övernaturliga krafter). Genom att manan hölls kvar på ön så trodde öborna att goda tider stundade, regn skulle falla och skördarna skulle bli goda. Den här legenden kan ha blivit förvrängd från den ursprungliga eftersom den har funnits så lång tid. Saker kan ha blivit tillagda för att piffa upp och göra den mer intressant.